# Йип, Карисса
Карисса Шивен Йип (англ. Carissa Shiwen Yip; род. 10 сентября 2003, Бостон) — американская шахматистка, международный мастер (2020), гроссмейстер среди женщин (2019). Победительница чемпионата США по шахматам среди женщин (2021).

## Биография
Карисса Шивен Йип родилась 10 сентября 2003 года в Бостоне. Её отец Перси Йип был из Гонконга, а её мать Ирэн Йип (урождённая Ченг) была из материкового Китая. В шесть лет её отец научил её шахматным ходам, и через шесть месяцев она смогла его обыграть. Вскоре Карисса Йип стала лучшей восьмилетней шахматисткой страны. В 2013 году в возрасте десяти лет она стала самой молодой шахматисткой, получившей право на звание эксперта Шахматной федерации США (рейтинг > 2000) в истории, а в 2015 году, в возрасте одиннадцати лет, Карисса Йип стала самой молодой женщиной национальным мастером. В июне 2014 года в возрасте 10 лет она стала самой молодой чемпионкой клуба Wachusett Chess Club в Фитчбурге (штат Массачусетс), выиграв все семь партии турнира.
Её первая победа над гроссмейстером пришлась на 30 августа 2014 года, когда Карисса Йип победила Александра Иванова на Открытом чемпионате Новой Англии по шахматам. В десять лет она стала самой молодой шахматисткой, когда-либо обыгравшей гроссмейстера.
Карисса Йип впервые участвовала в чемпионате США по шахматам среди женщин в 2016 году; она заняла 9-е место из 12, набрав 4½ балла из 11. В 2017 году она набрала 4 из 11, заняв 11-е место. В 2019 году она заняла 8-е место с результатом 4½ из 11. В июне 2018 года Карисса Йип заработала свою последнюю норму международного мастера среди женщин (WIM), первую норму международного гроссмейстеров среди женщин (WGM) и первую норму международного мастера (IM), заняв чистое первое место на турнире IM Norm Invitational Summer 2018 Charlotte Chess Center, который проводился в Шарлотте (штат Северная Каролина), с отличным результатом: 7 из 9. В июле 2018 года она стала чемпионкой США среди юниоров с результатом 7 из 9, а также чемпионкой Открытого чемпионата США по шахматам среди женщин 2018 года . В конце июня 2019 года она выиграла чемпионат Северной Америки по шахматам среди юниорок, проходивший в Шарлотте (штат Северная Каролина), со счётом 8½ из 9, заработав при этом ФИДЕ-титул международного гроссмейстера среди женщин. Впоследствии она набрала 7½ из 9 и выиграла чемпионат США по шахматам среди юниорок 2019 года, получив приглашение на США по шахматам среди женщин 2020 года. В 2020 году Карисса Йип снова стала чемпионкой США по шахматам среди юниорок, снова с результатом 7½ из 9, и заняла второе место в чемпионате США по шахматам среди женщин с результатом 8 из 11, отстав от Ирины Круш на ½ очка.
Её выступление на SPICE Cup в 2019 году, где Карисса Йип набрала 5 из 9 очков, сделало её самой молодой американкой, получившей титул международного мастера среди мужчин. ФИДЕ присвоила ей этот титул в феврале 2020 года.
В июле 2021 года Карисса Йип приняла участие в Кубке мира по шахматам среди женщин в Сочи, где в 1-м туре выиграла у бангладешской шахматистке Шармин Султана Ширин со счётом 2:0, во 2-м туре победила украинскую шахматистку Наталию Буксу со счётом 3:1, а в 3-м туре проиграла грузинской шахматистке Нане Дзагнидзе со счётом 1:3.
Карисса Йип в настоящее время посещает Академию Филлипса и планирует закончить учёбу в 2022 году.

## Изменения рейтинга
| Графики недоступны из-за технических проблем. См. информацию на Фабрикаторе и на mediawiki.org. |